# Betty Roose
Betty Roose, född Eckhardt 20 oktober 1778 i Hamburg, död 24 oktober 1808 i Wien, var en tysk skådespelare, aktiv 1789–1808. 
Hon var dotter till Siegfried Gotthelf Koch (Eckardt) och debuterade på scen vid elva års ålder 1789 i Riga, där hennes far var teaterdirektör. Hon var från 1793 verksam i Tyskland. År 1798 engagerades hon vid Burghteater i Wien, där hon tillbringade resten av sin karriär och gjorde succé i de kvinnliga huvudrollerna som hjältinna i kärleksdramer. Hon var från 1799 gift med regissören Fredrik Roose.